# Kin-ball au Canada
Le kin-ball  est géré au Canada par la Fédération canadienne de kin-ball fondée en 1986. Elle regroupe plus de x licenciés[Combien ?] pour 50 équipes en 2009.

## Clubs
- - Association régionale de Beauce-Appalache-Amiante
  - Association régionale de l'Estrie
  - Association régionale de Lanaudière
  - Association régionale des Laurentides
  - Association régionale de Laval
  - Association régionale de la Mauricie
  - Association régionale de Montréal
  - Association régionale des Outaouais
  - Association régionale de Québec
  - Association régionale de Richelieu-Yamaska
  - Association régionale de la Rive-Sud
  - Association régionale de Saguenay Lac-St-Jean
  - Association régionale du Sud-Ouest

## Équipe du Canada
Les équipes féminine et masculine du Canada de kin-ball ont remporté systématiquement la Coupe du monde de kin-ball de 2001 à 2009.
| Année | Lieu     | Équipe féminine | Équipe masculine |
| ----- | -------- | --------------- | ---------------- |
| 2001  | Québec   | Médaille d’or   | Médaille d’or    |
| 2002  | Québec   | Médaille d’or   | Médaille d’or    |
| 2005  | Belgique | Médaille d’or   | Médaille d’or    |
| 2007  | Espagne  | Médaille d’or   | Médaille d’or    |
| 2009  | Canada   | Médaille d’or   | Médaille d’or    |
| 2011  | France   | Médaille d’or   | Médaille d’or    |
| 2013  | Belgique | Médaille d’or   | Médaille d’or    |